# Ваиалеале
Ваиа́леале (гав. Waiʻaleʻale) — древний потухший щитовой вулкан, расположенный на острове Кауаи, Гавайские острова, штат Гавайи, США.

## География
Высота 1569 м над уровнем моря, второй по высоте на острове Кауаи. Возраст вулкана, расположенного в самом центре острова, оценивается более чем в 5 миллионов лет.
Находится в одном из самых влажных регионов мира, ввиду чего вулкан часто называют самым влажным местом на Земле. За всю историю наблюдения с 1912 года на склонах вулкана в среднем выпадает 11 684 мм осадков в виде тумана и дождя. В 1982 году на нём был зарегистрирован рекорд: тогда на Ваиалеале выпало 16 916 мм.
Основными факторами, способствующими выпадению такого большого количество осадков, являются:
- северное расположение острова Кауи в составе Гавайских островов, ввиду чего он первым попадет под действие атмосферных фронтов в зимние месяцы;
- коническая форма острова, из-за которой все его стороны находятся под воздействием влагонесущих ветров;
- очень крутые склоны, из-за которых влажный воздух резко поднимается вверх на высоту более 1000 м[2].

Ввиду всех этих особенностей осадки на Ваиалеале выпадают в виде мелкого дождя или измороси регулярно в течение всего года и редко представляют собой сильные ливни. Из-за постоянных дождей вершина вулкана, как правило, скрыта всё время либо в густом тумане, либо в дымке.
Вершина вулкана представляет собой горное плато, на вершине которого находится небольшое озеро, в честь которого вулкан и получил своё современное название. В переводе с гавайского языка оно означает «волнующиеся воды» или «воды, бьющиеся через край». С вершины Ваиалеале течёт река Ваимеа, которая за многие года прорезала в гористой местности Кауаи Каньон Ваимеа, который часто называют «Гранд-Каньоном Тихого океана»: его длина достигает 16 км, ширина — 3,2 км, а глубина — 1067 м.

## Мифология
Для древних гавайцев Ваиалеале считался священной горой. Согласно их представлениям, на его вершине проживал гавайский бог-прародитель Кане. Поэтому древние гавайцы соорудили на вершине вулкана гавайский храм хеиау, где регулярно приносили богу различные подношения.